# Федорки (Хмельницкая область)
Федорки (укр. Федірки) — село в Волочисском районе Хмельницкой области Украины.
Население по переписи 2001 года составляло 563 человека. Почтовый индекс — 31246. Телефонный код — 3845. Занимает площадь 2,543 км². Код КОАТУУ — 6820988201.

## Местный совет
31246, Хмельницкая обл., Волочисский р-н, с. Федорки